# Ulomyia bulgarica
Ulomyia bulgarica és una espècie d'insecte dípter pertanyent a la família dels psicòdids que es troba a Europa: Bulgària.